# You Drive
You Drive este episodul 134 al serialului american Zona crepusculară. A fost difuzat inițial pe 3 ianuarie 1964 pe CBS. În acest episod, autorul unui accident fatal este vânat de propria mașină.

## Intriga
Oliver „Ollie” Pope este un administrator de birou, care conduce spre casă. Nervos și distras, acesta nu este atent la drum și îl lovește cu mașina - un Ford Fairlane⁠(d) Club Sedan din 1956 - pe Timmy Danbers, un băiat care livrează ziare pe o bicicletă. Îl rănește grav, iar tânărul moare în cele din urmă din cauza rănilor sale. Pope se oprește, dar apoi, în loc să-i acorde primul ajutor, fuge de la fața locului⁠(d) pentru a nu fi descoperit. Soția sa, Lilian, și colegii săi observă că Pope este din ce în ce mai iritabil. Deși unul dintre partenerii săi, Pete Radcliff, este arestat în baza declarației unui martor, Pope decide să nu mărturisească.
Curând, mașina lui Pope pare să prindă viață și începe să se revolte împotriva proprietarului său. La început, când Ollie se apropie de mașină, aceasta claxonează, aprinde luminile, își pornește motorul și repetă știrile radio, care prezintă moartea băiatului în încercarea de a-i atrage atenția lui Ollie. Apoi, în timp ce soția sa conduce automobilul, acesta se duce la locul accidentului și blochează circulația din zonă, aparent hotărâtă să-l determine pe Pope să-și recunoască vinovăția. Acesta continuă însă să-și ascundă fapta comisă.
Pope începe să meargă la muncă fără mașina, dar într-o zi ploioasă, mașina sa iese singură din garaj și îl urmărește încontinuu pe acesta. Când Pope se prăbușește pe șosea, mașina se oprește exact lângă el. Ușa pasagerului se deschide, iar acesta intră în vehicul. Fairlane îl conduce direct la secția de poliție, iar Pope intră înăuntru să-și mărturisească crima.

## Distribuție
- Edward Andrews - Oliver Pope
- Helen Westcott - Lillian Pope
- Kevin Hagen - Pete Radcliff
- Totty Ames - Muriel Hastings
- Michael Gorfain - Timmy Danbers
- John Hanek - polițist
- Robert McCord - trecător